# 非洲巨蟒
非洲巨蟒（學名：Gigantophis garstini）是一種史前的蛇類，長度可達10米，比任何現存的蛇都要長。在發現泰坦蚺屬前，它們曾被认为是最長的蛇。估計它們生存在4000萬年前的撒哈拉沙漠北部，即現今的埃及及阿爾及利亞。

## 發現
非洲巨蛇只有少量的化石被發現。它們有可能是獵食長鼻目的。

## 分類
非洲巨蛇被分類在巨蛇科之下。

## 大小
根據非洲巨蛇的脊骨化石，與現今最大的蛇比較下，估計它們可以長達9.7-10.7米。